# Мача
Мача (рум. Macea) — село у повіті Арад в Румунії. Адміністративний центр комуни Мача.
Село розташоване на відстані 431 км на північний захід від Бухареста, 23 км на північ від Арада, 69 км на північ від Тімішоари.

## Населення
За даними перепису населення 2002 року у селі проживали 3969 осіб.
Національний склад населення села:
| Національність | Кількість осіб | Відсоток |
| -------------- | -------------- | -------- |
| румуни         | 3547           | 89,4%    |
| цигани         | 203            | 5,1%     |
| угорці         | 143            | 3,6%     |
| німці          | 62             | 1,6%     |
| словаки        | 8              | 0,2%     |

Рідною мовою назвали:
| Мова      | Кількість осіб | Відсоток |
| --------- | -------------- | -------- |
| румунська | 3746           | 94,4%    |
| угорська  | 125            | 3,1%     |
| німецька  | 57             | 1,4%     |
| циганська | 30             | 0,8%     |
| словацька | 7              | 0,2%     |